# 派乐汉堡

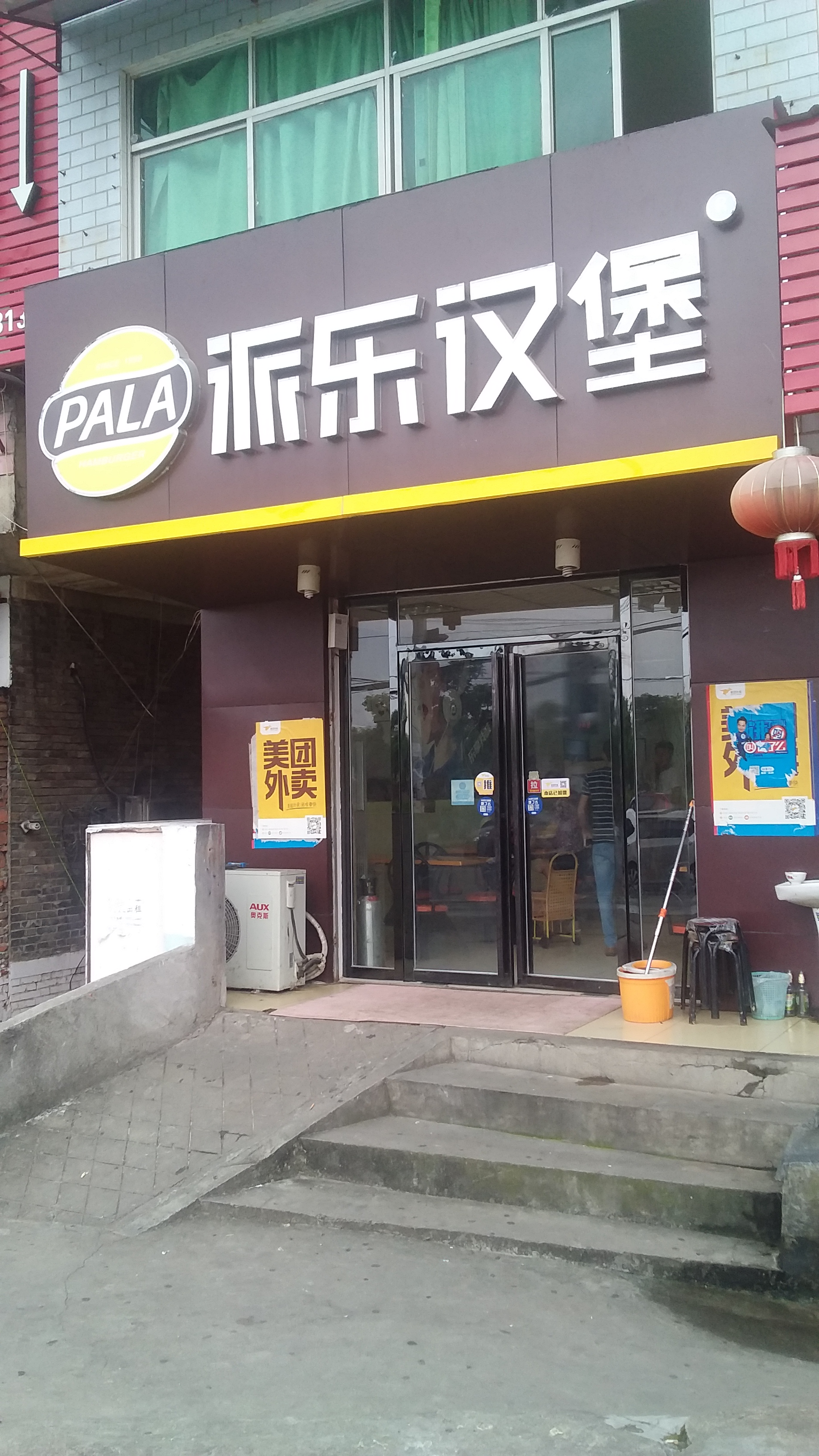
派乐汉堡店 - 江西吉安

武汉派乐餐饮管理有限公司（Pala Catering Management Co Ltd），简称派乐汉堡（Pala Hamburger），是一个经营汉堡的餐饮连锁公司，总部设置在武汉中央商务区。

## 历史
派乐汉堡创立于1999年，2012年7月派乐汉堡有大约1,400个商店（大约1,000个加盟店与400个公司店）。 2013年派乐汉堡有1,850个商店。